# 拉克维茨
拉克维茨（德語：Rackwitz）是德国萨克森州的市镇，隶属于北萨克森县。总面积为35.85平方千米，截至2023年12月31日总人口为5,563人。